# Blue Mountain Wild Forest
La Blue Mountain Wild Forest est une réserve forestière américaine située dans les comtés d'Essex et d'Hamilton, dans l'État de New York. Elle fait partie du parc Adirondack, dans les Adirondacks.